# Нина Кравиц
Нина Кравиц (рус. Нина Кравиц, енг. Nina Kraviz или Nina Kravits) руски је ди-џеј, музички продуцент и певач. 

## Биографија
Нина је рођена  у Иркутску, Сибир, Русија. Преселила се у Москву да студира стоматологију где је касније стекла специјализацију.   
Године 2005. примљена је на Ред Бул Музичку академију у Сијетлу, али није могла да је похађа јер није могла да добије визу, већ је следеће године похађала у Мелбурну.  До 2008. пуштала је музику је редовно вече у клубу Пропаганда у Москви. 
Нина Кравиц је издала свој истоимени деби албум у фебруару 2012. године преко издавачке куће Рекидс, уз различите позитивне критике.    Нина је 2014. године покренула сопствену издавачку кућу под називом Трип.  
Учествовала је у писању музике за игру Сајберпанк 2077 2020. године. Такође је имала свој камео у самој игри, у руској и енглеској верзији. 

## Дискографија

### Албуми
- Nina Kraviz (Rekids, 2012)[11]
- Mr Jones (2013)[11]

### Синглови
- "This Time" (2021)
- "Skyscrapers" (2021)
- "Pochuvstvui" (Trip, 2017)
- "Ghetto Kraviz" (Rekids, 2011)
- "Grizado de Alface" (2011)
- "I'm Week" (Rekids, 2010)
- "Cascalho" (2009)
- "Pain in the Ass" (Rekids, 2009)
- "Kiko D Santos" (1999)
- "Preto na branca"

## Награде и номинације

### Ди-џеј Магазин: топ 100 ди-џејева
| Година | Положај | Ref.   |
| ------ | ------- | ------ |
| 2018   | 97      | [ 12 ] |
| 2019   | 60      | [ 12 ] |
| 2020   | 66      | [ 12 ] |
| 2021   | 54      | [ 12 ] |